# Signed and Sealed in Blood
Signed and Sealed in Blood is het achtste studioalbum van de Amerikaanse punkband Dropkick Murphys. Het album werd uitgegeven op cd en als dubbelelpee op 8 januari 2013 via Born & Bred Records, het platenlabel van de band zelf. Het album werd relatief goed ontvangen: het bereikte de negende plaats in de Billboard 200 en is daarmee de op twee na hoogste positie die de band in deze hitlijst heeft behaald.
Het album heeft drie singles voortgebracht: "Rose Tattoo", "The Season's Upon Us" en "The Boys Are Back". In 2013 werd er een nieuwe versie van het nummer "Rose Tattoo" waar Bruce Springsteen aan heeft meegewerkt werd als reactie op de bomaanslagen in Boston in 2013 uitgegeven. De opbrengst hiervan ging naar het goede doel. Het nummer "Prisoner's Song" werd vaak gebruikt voor reclames voor Captain Morgan en in juli 2017 werd het nummer gebruikt voor een trailer van The Walking Dead. "Out of Our Heads" werd het themanummer van de televisieserie Boston's Finest.

## Nummers
| 1. "The Boys Are Back" - 3:20 2. "Prisoner's Song" - 2:47 3. "Rose Tattoo" - 5:06 4. "Burn" - 2:39 5. "Jimmy Collins' Wake" - 2:59 6. "The Season's Upon Us" - 4:02 7. "The Battle Rages On" - 2:17 8. "Don't Tear Us Apart" - 3:01 9. "My Hero" - 3:10 10. "Out on the Town" - 3:02 11. "Out of Our Heads" - 3:11 12. "End of the Night" - 5:17 | Bonustracks - "Lucky Charlie" (muziekdownloads van het album en de Japanse cd) - "The Boys Are Back (Acoustic)" (download die met de Deluxe Edition kwam) - "78 RPM" (download die met de Deluxe Edition kwam) - "The Battle Rages On (Acoustic)" (pre-order bonusdownload) - "Shark Attack" (vinylversie van het album) |

## Muzikanten
| Band - Al Barr - zang - Tim Brennan - gitaar, accordeon, bouzouki, piano, fluit, achtergrondzang - Ken Casey - zang, basgitaar - Jeff DaRosa - banjo, bouzouki, mandoline, mandola, akoestische gitaar, piano, autoharp, achtergrondzang - Matt Kelly - drums, achtergrondzang - James Lynch - gitaar, achtergrondzang - Scruffy Wallace - doedelzak, fluiten | Gastmuzikanten - Winston Marshall - banjo ("Rose Tattoo") - Michelle DaRosa - zang ("Rose Tattoo" en "The Season's Upon Us") - Parkington Sisters - zang ("End of the Night" en "Shark Attack"), diverse snaarinstrumenten - Niki Cremmen - zang ("Rose Tattoo") - Diverse artiesten - aanvullende achtergrondzang |